# عبد الجبار بن علي البصري
عبد الجبّار بن علي بن عبد الله بن يحيىٰ بن حنيحن النّقشبنديّ النجدي البصري الزبيري (1205 هـ - 1285 هـ)، فقيه حنبلي من البصرة.

## سيرته
ولد في سنة 1205 هـ في جنوب البصرة ونشأ مع والده فقيراً ثم تتلمذ على إبراهيم بن ناصر بن جديد فقرأ عليه القرآن والتجويد، ثم الفقه والفرائض والعربية وعكف على التعلم ليلاً ونهاراً حتىٰ برع، ثم بعد وفاة شيخه رحل إلى الشام وسكن بالمدرسة المرادية متفرغاً للعلم، وقرأ علی مشايخ دمشق منهم مصطفى الرحيباني، وغنام بن محمد النجدي وغيرهم.
ثم رجع إلى بلد الزبير فعكف عليه الطلبة لقراءة الفقه والنحو والصرف.
ثم انتقل إلى البصرة وتولىٰ الخطابة والإمامة والوعظ في أحد مساجدها (جامع عزيز آغا) مع التدريس والإرشاد فاستفاد منه كثيرون، فدرس ووعظ وسلَكَ المريدين في الطريقة النقشبندية، فسلك على يده خلق كثير من أهل البصرة والزبير، وكان نديّ الصوت يقصده أهل البصرة من أقاصيها للاستماع لقراءته.
توفي في المدينة في 5 شوال 1285 هـ.

## مؤلفاته
- الأوراد الشاملة في السبعة أيام الكاملة.[6]